# Qoornoq
Qoornoq – osada na zachodnim wybrzeżu Grenlandii, w gminie Sermersooq. Znajduje się w pobliżu Nuuk. Jest uznawana za opuszczoną osadę. W roku 2000 mieszkały w niej 2 osoby, w roku 2013 – ok. 3.